# Joan Isaac
Joan Isaac és el nom artístic de Joan Vilaplana i Comín, és un cantant nascut a Esplugues de Llobregat el 17 de setembre de 1953, compositor i intèrpret en llengua catalana.

## Trajectòria artística
Neix el 1953 i passa la seva infantesa i l'adolescència a Esplugues de Llobregat, des del 1974 viu a Barcelona, on va estudiar la carrera de Farmàcia, que serà juntament amb la de músic la seva professió.
Entre els anys 1969 i 1972 va formar part del grup musical Nosaltres, i va aconseguir ser el segon classificat, darrere de Ramon Muntaner, en el II Certamen Promoció de Noves Veus de La Cova del Drac, espai on es trobava la gent de la cançó en aquells temps, un concurs que es feia amb per iniciativa de la discogràfica Concèntric. El 1973 s'independitza del grup, i comença la seva carrera musical en solitari amb el nom artístic de Joan Isaac.
La producció artística de Joan Isaac es veu influenciada en els seus primers anys per grans poetes en llengua catalana, com ara, Joan Salvat-Papasseit, Josep Carner, Miquel Martí i Pol i Jaume Vidal Alcover, i més tard per poetes francesos com, per exemple, Paul Verlaine, Arthur Rimbaud i Louis Aragon. Alguns dels seus primers enregistraments inclouen poemes d'aquests autors. Josep Maria Espinàs i Joan Ollé el recolzen i l'assessoren literàriament en els seus començaments, quan va tenir la seva importància l'experiència d'actuar a la ciutat de Lisboa, a mitjans dels anys 70, poc després de la Revolució dels Clavells, al costat de José Afonso i altres artistes portuguesos.
En aquell temps, totes les manifestacions culturals relacionades amb la música estaven molt polititzades. I encara que les cançons de Joan Isaac tenien cert aire polític, l'autor buscava més la poesia en les seves lletres (de caràcter autobiogràfic), i es projectava en fets i sentiments universals des de la seva realitat íntima i personal; característica aquesta que en els seus començaments va marcar el tret diferencial amb la resta d'artistes de la seva generació.
La seva producció discogràfica s'inicia el 1974-75, quan Edigsa publica les seves primeres cançons en dos singles, el primer on s'inclouen I som tu i jo i Rèquiem, i el segon, que conté Ai amic i Però no em robareu la força.
El 1975 es publica el seu primer LP, també amb Edigsa, que es titula És tard, amb arranjaments de Manel Camp. Coincideix amb l'any de publicació d'altres joves autors: Marina Rossell i Ramon Muntaner, una nova generació de creadors en el marc de la Nova cançó, que segueixen les passes de Els Setze Jutges.
El 1977 es publica el seu segon LP, Viure, en el segell Ariola, que inclou una traducció dels textos al castellà, realitzada per l'escriptor gadità José Manuel Caballero Bonald. En aquest treball s'enregistra per primer cop la seva cançó més emblemàtica: A Margalida, que ha esdevingut una cançó molt popular a Catalunya, i ha arribat a ser tot un himne contra la pena de mort. El text està inspirat en l'execució del jove anarquista català Salvador Puig Antich, el 1974, a la presó Model de Barcelona. Aquest LP es va publicar en format CD el 2007.
El seu tercer LP, Barcelona, ciutat gris, neix l'any 1980, també publicat per Ariola. És en aquest treball on es veu clarament la seva atracció per la chanson, la cançó francesa, en què dedica un tema a Jacques Brel: Amic Jacques  i també inclou una versió de El desertor de Boris Vian. En aquest disc hi col·labora Francesc Pi de la Serra.
El seu següent treball surt al mercat quatre anys més tard, de nom Inesperat, publicat per la companyia Philips, i on col·laboren Luis Eduardo Aute i Olga Román. Amb aquest disc, Joan Isaac desapareix de l'escena musical catalana per decisió pròpia, per diferents circumstàncies i pel desinterès de la indústria discogràfica per la cançó d'autor en català i per la manca de suport, tant social com de les institucions culturals.
Catorze anys després, Joan Isaac reprèn la seva carrera artística; encara que allunyat dels escenaris, no deixa mai de compondre i el 1998 publica Planeta Silenci, amb Stres Music, i arranjaments de Manel Camp i Joan Garrobé, disc que presenta a L'Espai de Barcelona. S'inclouen en aquest treball vuit cançons inèdites i recupera vuit dels seus clàssics, com ara A Margalida. Aquest nou disc és valorat per la revista Enderrock com el millor disc de cançó en català d'aquell any.
La carrera de Joan Isaac continua amb la publicació l'any 2000 del CD De vacances, amb tots els temes amb lletra i música de l'autor, i producció musical de Manel Camp, disc on enregistra una de les seves millors cançons Gràcies vida, gràcies. Aquell mateix any participa com a artista convidat, per primer cop, al Festival Tenco de San Remo, fundat el 1972 en homenatge al cantautor italià Luigi Tenco, un dels festivals de més renom de la cançó d'autor d'Itàlia i d'Europa.
El 2002 amb el segell Discmedi publica Joies robades, una obra formada per grans cançons d'importants autors i que són recuperades i adaptades al català per Joan Isaac; té la particularitat que hi participen alguns dels autors originals, que acompanyent Isaac en català, entre ells Silvio Rodríguez, Luis Eduardo Aute, Alejandro Filio, Joan Manuel Serrat i els italians Roberto Vecchioni i Mauro Pagani.
El 2004, també amb Discmedi, publica una obra pels seus primers cinquanta anys, trenta-cinc dels quals, dedicats a la música. El projecte es diu Només han passat cinquanta anys, i el disc es presenta i d'enregistra en directe al Teatre Nacional de Catalunya amb la col·laboració de Maria del Mar Bonet, Manel Camp, Jordi Vilaprinyó, Moncho, Roberto Vecchioni i Mauro Pagani, entre altres artistes. En aquest disc s'hi inclou un homenatge a la cançó italiana i a un dels seus més grans representants, Paolo Conte, amb una versió d'Azzurro.
Joan Isaac va ser premiat per la Academia de las Artes y las Ciencias de la Música a la IX Edició dels Premis de la Música que va tenir lloc el 2005, per la millor cançó en català de l'any, per la cançó El pare, que va escriure per ser cantada per Dyango.
El 2006 publica De Profundis, un disc inspirat en l'obra homònima d'Oscar Wilde. Ambdues coincideixen en la recerca interior de l'ésser humà. També el 2006 a Caracas i el 2007 a Barcelona, Joan Isaac va unir la seva veu a la del cantautor veneçolà Henry Martínez, en un espectacle titulat Entremares, un pont entre cultures, la unió de dos mars, el Mediterrani i el Carib, mitjançant les cançons i la poesia. A Entremares els va acompanyar una de les veus més importants de la cançó de Veneçuela, Cecilia Todd, acompanyats tots pel piano de Manel Camp i per Otmaro Ruíz.
El 2007 enregistra el disc La vida al sol, amb un grapat de cançons del particular univers íntim de l'autor, que sovint és el retrat d'una societat que necessita paraules que recuperin oblits i records. El disc es publica el gener del 2008 i es presenta a l'Auditori de Barcelona el 18 de gener de 2008.
El 2009 publica el disc Auteclàssic, amb adaptacions al català d'alguns temes de Luis Eduardo Aute realitzades per Miquel Pujadó i Joan Isaac. El mateix Aute col·labora en algunes cançons. El 2011 apareixen noves composicions intimistes del cantautor d'Esplugues editades al disc Em declaro innocent. El 2012 s'edita una selecció dels seus temes clàssics acompanyat i en homenatge als pianistes que han treballat amb ell en la seva carrera artística, un disc doble anomenat Piano, piano i editat per Discmedi. El disc va ser estrenat en concert el 16 de juny de 2012 a l'Auditori Pau Casals del Vendrell.
Coincidint amb el seu 60è aniversari el 2013 es presenta el llibre Joan Isaac: Bandera negra al cor (Editorial Milenio) de l'escriptor gadità Luis García Gil, un estudiat repàs de la seva trajectòria artística i la seva obra.
El 2014 participa en el disc col·lectiu "Cançons d'amor i anarquia en directe al Barnassants" que explica en cançons la historia de l'anarquisme. El 2015 Joan Isaac presenta Joies italianes i altres meravelles, disc que recorda a Joies robades i en el qual ofereix versions en català de diverses cançons de cantautors, molts d'ells italians, com ara Giorgio Conte, Eugenio Finardi, Lucio Dalla, Fabrizio de Andrè, Francesco De Gregori i Samuele Bersani. Joan Isaac s'ocupa de les adaptacions al català de totes les cançons. El disc compta amb la col·laboració de Sílvia Comes, Luis Eduardo Aute, de qui ofereix una versió en català de la cançó Atenes en flames, Joan Manuel Serrat, Maria del Mar Bonet, Luis Pastor, de qui ofereix una versió en català de la cançó Sóc, Eugenio Finardi, Silvio Rodríguez, Enric Hernàez, Roger Mas i Giorgio Conte. El 2016 edita el seu primer poemari Intimissimi. El 2017 publica el disc Manual d'amor amb tretze cançons noves, escrites i músicades per ell. El 2019 publica Cita amb àngels. Tribut a Silvio Rodríguez en el qual participa Sílvia Comes i en el que canta i adapta al català, amb l'ajuda de Sílvia Comes i de Miquel Pujadó, tretze poemes-cançons del trobador cubà.

## Discografia
- Rèquiem (Edigsa, 1974)
- Però no em robareu la força (Edigsa, 1975)
- És tard (Edigsa, 1975); reeditat en CD i format digital juntament amb els primers dos singles d'Edigsa És Tard (Edició de Luxe) (Picap, 2011)
- Viure (Ariola, 1977)
- Barcelona, ciutat gris (Ariola, 1980)
- Inesperat (Philips, 1984)
- Planeta Silenci (Stres Music, 1998)
- De vacances (Stres Music, 2000)
- Joies robades (Discmedi, 2002)
- Només han passat cinquanta anys (Discmedi, 2004)
- De Profundis (Discmedi, 2006)
- Bàsic (Discmedi, 2007)
- Duets (Discmedi, 2007)
- La vida al sol (Discmedi, 2008)
- Auteclàssic. Joan Isaac & Luis Eduardo Aute (Sony Music, 2009)
- Em declaro innocent (Discmedi Blau, 2011)
- Piano, piano (Discmedi Blau, 2012), disc doble
- Joan Isaac Cançons d'amor i anarquia. En directe al Barnassants" Amb d'altres cantautors (Picap,2014),disc doble
- Joies italianes i altres meravelles (Picap, 2015).
- Manual d'amor (Picap, 2017)
- Cita amb ángels. Tribut a Silvio Rodríguez. Amb Sílvia Comes (Picap, 2019).
- L'estació dels somnis (Picap, 2020).